# Quận Carroll, Arkansas
Quận Carroll là một quận thuộc tiểu bang Arkansas, Hoa Kỳ.
Quận này được đặt tên theo Charles Carroll of Carrollton. Theo điều tra dân số của Cục điều tra dân số Hoa Kỳ năm 2000, quận có dân số 25.357 người. Quận lỵ đóng ở Berryville và Eureka Springs.6

## Địa lý
Theo Cục điều tra dân số Hoa Kỳ, quận có diện tích 1655 km2, trong đó có 23 km2 là diện tích mặt nước.